# Агент XXL 2
„Агент XXL 2“ (на английски: Big Momma's House 2) е американски игрален филм (комедия, екшън) от 2006 г. на режисьора Джон Уайтцел, по сценарий на Дон Раймър. Оператор е Присила Нед-Френдли. Музиката е композирана от Джордж Клинтън.